# PDCA

PDCA循環圖

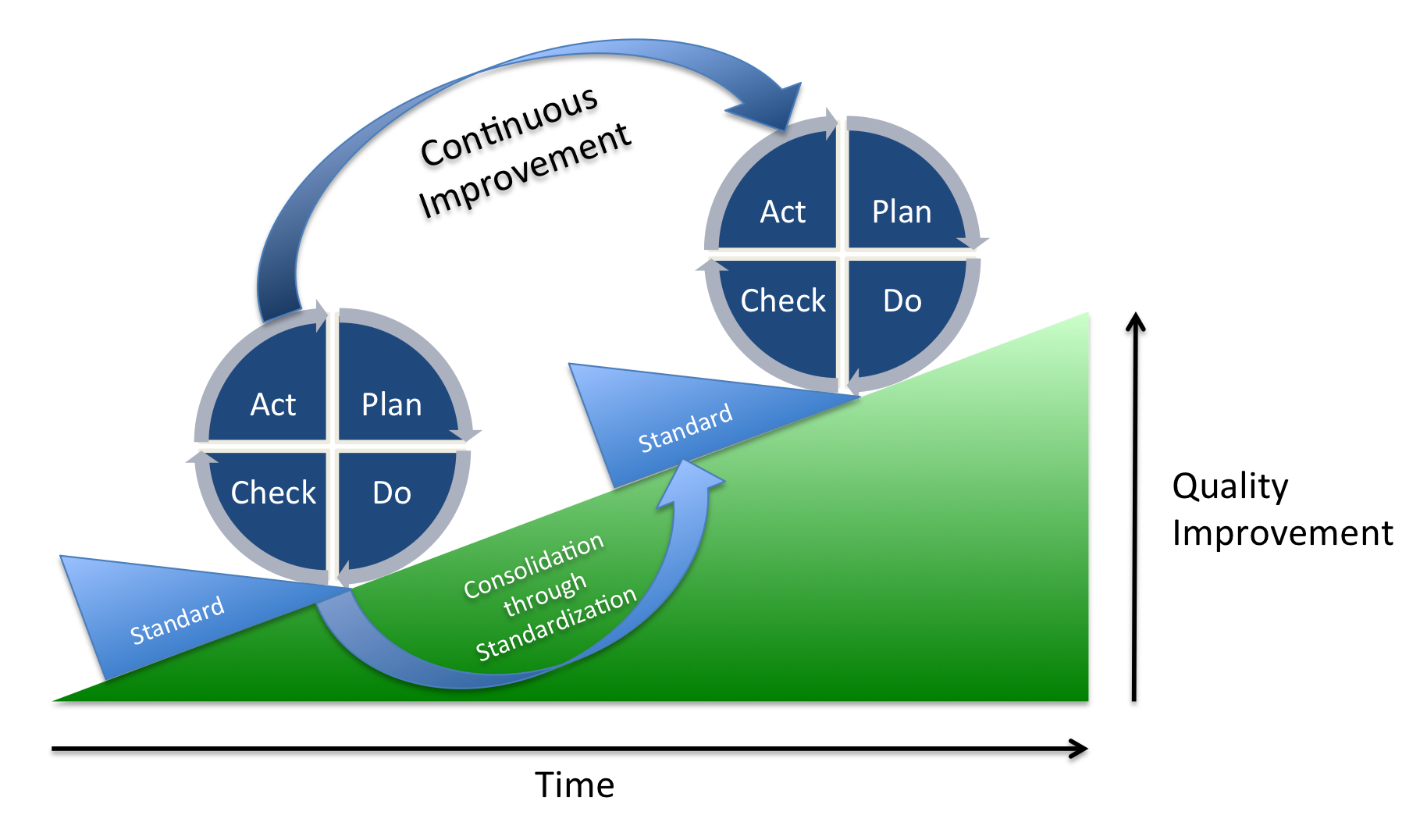
PDCA持續改善過程

PDCA（Plan-Do-Check-Act的簡稱）循環式品質管理，針對品質工作按規劃、執行、查核與行動來進行活動，以確保可靠度目標之達成，並進而促使品質持續改善。由美國學者愛德華茲·戴明提出，因此也称戴明环。这个四步的循环一般用来提高產品品質和改善产品生产过程。这个过程循环也被人熟知为：Plan-Do-Study-Act（PDSA），戴明圆环（Deming circle/cycle/wheel）或者哈特利圆环。另一个不同的版本是OPDCA，加入了O（observation观察），有些说法认为是获得当前的状况的意思。

## PDCA的含义
什麼是PDCA？此非新創名詞，而是企業界早已普遍運用的一套「目標管理」流程，透過規劃（Plan）、執行（Do）、查核（Check）、行動（Act）四階段，確保每次的目標都能達成。

### 規劃
（Plan）：產品可靠度目標預測與訂定、可靠度計畫研擬與確定、可靠度組織與分工。建立一个明确的目标，并制定相关的计划和确定必要的程序。通过这样的方式可以在今后的过程中更好的衡量实现的结果和目标的差距以便更好的进一步修正。

### 執行
（Do）：可靠度作業激勵、命令與實施。執行上一步所指定的計畫和程序，收集必要的資訊來為下一步進行修正和改善提供依據。

### 查核
（Check）：產品可靠度評定與評估、可靠度作業管制與稽核。研究上一步收集到的信息，和预期设计进行比较（于计划阶段的目标进行对比）。并提出修改方案，包括执行后的改善和计划的完善使得计划的可执行性提高。用列表和数据图可以很好的显示出来执行结果和预计结果的差距，这些差别是下一步行动中的必要数据。

### 行動
（Act）：各種可靠度工作之作業單位間協調、可靠度改善對策訂定、改善行動執行與跟催。这一步是寻找相当的方法来缩减计划目标和执行的过程中的结果的差距。并且使得下一次计划变得更加完美。一般是通过对问题的根本原因的研究，但是相当的问题找到根本原因的时间会很长，这往往会使得项目没有任何进展。所以一般会暂时采取短期符合目标要求的修改，与此同时创立新的项目来改进执行过程。其中很多时候会提出更详细的计划要求，使得下一个重新执行时的计划步骤更容易执行、更详细。其實Act於英文涵義上另有修正案的意思，所以有的时候很多人更加趋向于使用修正（Adjust）来解释PDCA的A。这样的话更能体现出A的改善的含义，而且很多的修正并不是这一次循环中进行的执行，而是下一次循环的D环节进行执行。

## 关于PDCA
PDCA是由于愛德華茲·戴明博士而出名的。很多人认为戴明博士是现代產品品質控制的始祖。但是他在著作里总是把这个循环称为“休哈特循环”。晚些时候，戴明修改了PDCA，他把这个循环修改成了PDSA用study（研究、学习）替代了检查（check），他认为这样更好表达第三步是来研究而不是检查。PDCA这个概念最初是在一个科学基础上建立的，从培根的学说中延伸出来的。（《新工具论》1620）科学的过程大概可以总结为《假说－实践－进步》（hypothesis－experiment－evaluation）。休哈特形容制造业是：控制下的－数据控制下的一个三步骤的过程来规范制造业。休哈特认为一切可以收集到的数据都要拿来为货物的生产需要服务。这些数据可以用来减少人为误差从而提高生产的品質。显然这个过程是一个基于实践和进步的行动。戴明在上世纪50年代在日本的演说中强调日本使用的精简版的PDCA可以扩展为今天的PDSA；尤其是study研究这一步最重要；而且使用这个词更比休哈特使用check检查的意思更接近解。

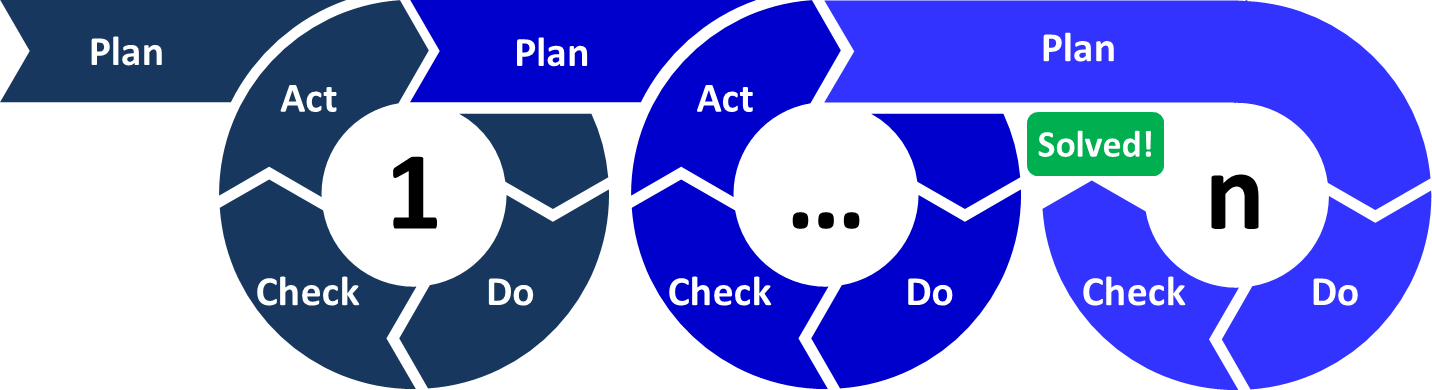
Multiple iterations of the PDCA cycle are repeated until the problem is solved.

一个基础科学的方法是重复使用PDCA循环；一旦达到了我们制定的第一假说；或者全部推翻了，这时要开始执行下一轮的PDCA循环。这样最终能得到一个非常接近完美的结论。但是必须注意的是，每一个PDCA的循环必须是完全独立的；尤其是P环节的预期目标必须是独立的。如果不这样的话有可能会陷入死循环从而混淆什么是执行过程的缺陷和不可避免的环境变化以及无法消除的系统误差。
PDCA循环也用来指导思维模式的建立。丰田汽车经常引用的一句话“制造汽车前，先要塑造好一个人。”丰田和一些其他的人力培训公司发现使用PDCA进行训练后的人可以系统的以创新的方式顺利的解决问题。从而也创造了一种 PDCA文化。西格玛6项目中使用“制定－测量－分析－提高－控制”（DMAIC）来代替了PDCA，并且要求使用者要严格的提出循环的目的。
戴明提出PDCA应该是一种以螺旋上升的模式展现的形式来表现为了达到某种终极目标的知识的增长模式。每一层都是一个独立的PDCA循环，但是由于每一次从新计划一个循环都会引入上一次的循环的结果做为已知条件，所以可以认为每一次新的循环都比前面一次更接近螺旋结构的顶端的终极目标。每个人生下来所与生俱来的本领都是差不多的但是非常有限的，一些音乐家，科学家等人通过不断的进步终究成为了一代伟人。其过程恰好是一种螺旋上升状的PDACA的表现。这些例子展现了无论如何表达PDCA，这种方式确实能使的我们实现制定的目标。
如今的西化的社会强调改进的速率要尽量达到进步的速率。PDCA正好能满足我们的这个需要。
日本暢銷書《鬼速PDCA》出版商Cross Media出版社編輯長谷川諒回憶，這個冷冰冰的管理學的暴紅，「故事，大概要從2016年的4月開始說起……。」
當時，一本以日本軟銀董事長孫正義為主角的新書《孫正義十倍速達標學》出版，其第六章就是「高速PDCA」。長谷川諒表示，「大家忽然發現，原來這個企管課本裡的學問，竟然可以用來加強個人競爭力。」，到5月時，一向標榜用PDCA強化品管的豐田汽車，公布了史上新高的獲利數字，讓討論熱度持續延燒。
2017年2月，《解決孫社長所有難題的超厲害PDCA》在日本出版，曾任孫正義貼身祕書多年的作者三木雄信指出，孫正義就是靠PDCA戰勝所有困難，包括如何做到「超乎常人的目標執行力」、「為達目的無所不用其極」、「追蹤數據進而縝密驗證」以及「沒有最好、只有更好」等，而這些正是PDCA的精髓。
說穿了，PDCA就是一趟修煉，讓人們能夠在一次一次的設定目標與執行過程中，練就凡事精確到位、按部就班的功夫。日本年輕人正在視它為個人進化的新解方，而台灣各大企業也逐漸將其視為員工必備要件。

## PDCA 的變體
P - Problem finding (問題發現)-> D - Display (展示) -> C - Clear (釐清) -> A - Acknowledge (確認)，適用於問題導向或日常溝通。
OPDCA，加入了O（observatione 觀察），先走訪現場(含訪談)或操作系統，紀錄關鍵事件流程，藉此提供次一階段(規劃階段)資料。
Plan-Do-Study-Act（PDSA)，其中 Study（研究／學習），更強調在評估階段深入學習與反思。